# وایت‌کپ
وایت‌کپ (انگلیسی: Whitecap) شرکت نفت کانادایی است، که در سال ۲۰۰۹ تأسیس شد.